# Gørlevstenene
Gørlevstenene er to runesten, som blev fundet i Gørlev Kirke og står der i dag:
- Runestenen Gørlev 1
- Runestenen Gørlev 2

55°32′17″N 11°13′33″Ø / 55.538°N 11.2257°Ø